# Обервольфах
Обервольфах (нем. Oberwolfach) — община в Германии, в земле Баден-Вюртемберг. 
Наиболее известен благодаря расположенному вблизи математическому институту.
Подчиняется административному округу Фрайбург. Входит в состав района Ортенау.  Население составляет 2729 человек (на 31 декабря 2010 года). Занимает площадь 51,27 км².